# Хілон
Хілон Лакедемонянин (дав.-гр. Χίλων ὁ Λακεδαιμόνιος) — спартанський політик, реформатор і законодавець, елегійний поет доби архаїки, один із «семи мудреців».
Походив із знатного ахейського роду, проте це не завадило йому досягти найвищої влади у дорійській Спарті.
З іменем Хілона пов'язують радикальні зміни у внутрішній та зовнішній політиці Лакедемона. Насамперед йдеться про реформу ефората, після якої ефори почали головувати в апеллі і остаточно підпорядкували собі царську владу, запровадження обов'язкових сисситій (які раніше були більш-менш добровільними) та інших заходах, спрямованих на перетворення Спарти на «громаду рівних», що втілилися у так званих Малих Ретрах. Деякі дослідники вважають Хілона автором Малих Ретр, що з політичних міркувань приписав їх Лікургу.
Саме за наполяганням Хілона, спартанці швидше за все відмовилися від приєднання нових земель і створили, натомість, Пелопоннесський союз. 
За часів Хілона Спарта починає свою боротьбу з тиранами. Згідно з уривком папірусу, знайденим у 1911 році, Хілон разом з царем Анаксандрідом II скинули тирана Сікіона Есхіна та тирана Афін Гіппія. Оскільки вигнання Гіппія сталося вже після смерті Хілона та Анаксандріда, існує версія, що в папірусі йде мова про Гіппія тирана Мегар. 
У 556 року до н. е. Хілон став ефором. За легендою, цим був дуже незадоволений його брат, який сам жадав стати ефором, Хілон відповів: «Це тому, що я вмію виносити несправедливості, а ти ні».
Хілон склав елегічні вірші у двісті строк, вважав, що чеснота людини в тому, щоб міркуванням досягати передбачення майбутнього.
За переказом, в старості Хілон зізнався, що не знає за собою жодного протизаконного вчинку за все своє життя, а сумнівається тільки в одному: коли судили його друга, він засудив його за законом, але товариша свого умовив його виправдати, бо він служив і закону, і дружбі.
Особливу славу меж греків принесло Хілону пророцтво про острів Киферу. Познайомившись з тим, який він є, Хілон вигукнув: «Краще б йому не виникати або, виникнувши й потонути!» передбачення це справдилось: Демарат, спартанський вигнанець, порадив Ксерксу зупинити свій кораблі, і якщо б Ксеркс послухався, то Греція потрапила б у полон. Потім Нікій в Пелопоннеську війну, відбив цей острів, заподіявши лакедемонянам великої шкоди.
Хілон помер у глибокій старості від надмірної радості, вітаючи свого сина з перемогою у кулачному бою на Олімпійських іграх.
У сучасній науці існують різні погляди на відносини Хілона з спартанським царем Анаксандрідом II. Існують версії як про дружбу, так і про ворожнечу.

## ГномиХілона
- «Не дозволяй язику своєму випереджати твою думку».
- «Про мертвих слід говорити лише добре».[14]
- «Пробним каменем випробують золото, а золотом випробовують людину».
- «Наймудрішому філософу важко відповідати на дурні питання».
- «Будь стриманий на язик, особливо в застіллі».
- «Уникайте ганебного».
- «На святкування до друга йди повільно, поспішай, коли він у біді» .
- (Щодо судочинства) «Краще обирай покарання, ніж кару (страту), бо перше засмутить людину один раз, а друге назавжди.»
- «Не погрожуй: не чоловіча се справа».
- «Добре керувати у своєму домі».[15]